# ニイカ国立公園 (ザンビア)
マラウイ側のニイカ国立公園については、ニイカ国立公園を参照のこと
ニイカ国立公園（Nyika National Park）は、ザンビア北東部にある国立公園である。この国立公園はニイカ高原の西の端に位置しており、ザンビア国内で最も標高の高い土地の1つである。なお、ニイカ高原の大部分はマラウイ領となっている。

## 概要
かつて、マラウイとザンビアの両国がイギリスの植民地であった時代に、ニイカ高原は保護区として設定された。その後、両国がイギリスから独立する際に、ニイカ高原の大部分（3200km²）はマラウイ領となり、ごく一部（80km²）のみがザンビア領となった。この2つの国立公園の境界部は、南北高原道路（north-south plateau road）でつながっているが、この道はマラウイ側からしか通じていないため、ザンビア側の国立公園に入りたい場合は必ずマラウイ国内を経由する必要がある。なお、この道はチセンガやカツンビの町から近い。
この園内には、1946年に作られた植民地時代の建築をモチーフとした休泊所がある。かつて、両国の国立公園のうち、ザンビア側の公園内にしか宿泊施設がなかった当時、マラウイ側から観光に来た人々は、"ザンビア入国料"（Zambia entrance fee）と宿泊代を支払うことで、国境での手続きを省略してザンビア側の休泊所に滞在できた。このレストハウスは1998年に閉鎖されたが、2006年に"ニイカハウス"（Nyika House）として再開され、事前予約した団体旅行客のみが利用できるようになった。現在、マラウイ側の国立公園で入場を済ませている観光客は、ザンビア側の国立公園に入る場合の手続きや制約などは存在せず、行き来は自由となっている。
9月と4月にかけて、ニイカ国立公園内では多種多様な野草を見ることができる。ニイカ高原や北にある2つの小規模な高地は、ザンビアで唯一の南部モンタネ山林と草原のモザイクエコリージョンとなっている。
その他の動植物などに関しては、マラウイ側と同様であるためそちらを参照のこと。